# Olinka Hardiman
Pour les articles homonymes, voir Hardiman.
Olinka Hardiman, née Olga Richter le 16 janvier 1960 dans le Var, est une actrice française, spécialisée dans le cinéma pornographique et érotique. Ayant mené une carrière internationale au cours des années 1980, elle est également connue sous d'autres pseudonymes comme Marilyn Lamour, Marilyn Mitchell ou Olivia Link.

## Biographie

### Vie personnelle
Olinka Hardiman est née Olinka Richter de parents allemands et polonais. Elle vit une partie de sa jeunesse sur la Côte d'Azur et explique son intérêt pour le cinéma par la proximité de Cannes, de son festival et de ses stars. Brillante élève, elle parle sept langues et suit à la fin de son adolescence des cours de danse au conservatoire de Paris.
Après avoir beaucoup voyagé au long de sa jeunesse et de sa carrière d'actrice, elle s'établit à Paris.

### Carrière  à l'écran
Olinka Hardiman est l'une des grandes vedettes du cinéma pornographique français des années 1980. Elle doit plus particulièrement sa notoriété à sa collaboration avec Michel Lemoine qui en fait la protagoniste d'une dizaine de titres comme Neiges brûlantes (1982), L'été les petites culottes s'envolent (1984) ou Marilyn, mon amour (1985). Elle travaille aussi à plusieurs reprises pour José Bénazéraf,. Son naturel enjoué et son excentricité sont très appréciés sur les tournages[réf. nécessaire]. Les réalisateurs cherchent souvent à exploiter sa ressemblance avec Marilyn Monroe, ressemblance qui, bien que plus travaillée que naturelle, permet à l'actrice de s'exporter. En plus de la France, elle tourne en Allemagne, en Suède, en Italie et aux États-Unis,.
Elle est l'une des actrices à avoir incarné Emmanuelle, l'héroïne érotique créée par Emmanuelle Arsan, dans Emmanuelle à Cannes (1980), adaptation officieuse de Jean-Marie Pallardy.
Elle joue également dans quelques films dits « mainstream » comme I Love You (1986) de Marco Ferreri avec Christophe Lambert ou Delirio di sangue (1988) de Sergio Bergonzelli avec John Phillip Law, mais sa tentative de reconversion n'est pas couronnée de succès.

## Filmographie

### Pornographique
- 1980 : Emmanuelle à Cannes de Jean-Marie Pallardy : Emmanuelle
- 1981 : Vacances sexuelles / Sechs Schwedinnen auf Ibiza de Gérard Loubeau : Lil
- 1981 : Les Nuits de Marilyn de Michel Barny : Lil
- 1982 : Neiges brûlantes (version hard de La Venus des neiges) de Michel Lemoine : Muriel / Lorna
- 1982 :  L'amour au soleil / Heißer Sex auf Ibiza de Gérard Loubeau : Olinka, la bonne
- 1982 : Dans la chaleur de St-Tropez / Attention fillettes de Gérard Kikoïne : Zaza (comme Olinka)
- 1982 : L'amour aux sports d'hiver de Michel Lemoine  : Alice (comme Olinka)
- 1982 : Mélodie pour Manuella de Joe de Palmer : Manuella (comme Olinka)
- 1982 : L'inconnue de Alain Payet : le sosie de Marilyn
- 1982 : Prison très spéciale pour femmes de Gérard Kikoïne : Christine Weiss  (comme Olinka Petrowna)
- 1982 : Natacha, baronne vicieuse de Joe de Palmer (scènes de Mélodie pour Manuelle)
- 1983 : Supergirls for love  de Walter Molitor : Eva
- 1983 : Furia porno de José Bénazéraf
- 1983 : International gigolo / Hetaste Liggen / La Soumise de Andrei Feher : Marilyn (comme Marilyn Lamour)
- 1983 : Ardeurs perverses de Michel Lemoine
- 1983 : Hot Bodies
- 1984 : Ingrid, Whore of Hamburg de José Bénazéraf : Ingrid (comme Olinka)
- 1984 : Fantasmes de femmes / Die wilden Stunden der schönen Mädchen de Michel Caputo: Viola (comme Olinka Petrowna)
- 1984 : Je t'offre mon corps de Michel Lemoine : Natacha, l'espionne (comme Olinka)
- 1984 : Lingeries Fines et Perverses (version hard de La Femme en spirale) de Jean-François Davy : Pascale Miller
- 1984 : Festival 1 de Carlo Romana (complilation)
- 1984 : Festival 2 de Carlo Romana (complilation)
- 1985 : Fessées intimes de Michel Caputo
- 1985 : Bourgeoises à soldats, soumises et défoncées de José Bénazéraf :
- 1985 : L'Amant de Lady Winter  de José Bénazéraf :
- 1985 : Marilyn, mon amour de Michel Lemoine : Amour (comme Olinka)
- 1985 : La Corrida charnelle  de José Bénazéraf :  (comme Olinka)
- 1985 : Inside Marilyn de Walter Molitor : Marilyn (comme Olinka)
- 1985 : Erotic Intruders de José Bénazéraf
- 1985 : Bimbo de J. Angel Martine : Bang (comme Olga Oloff, Vidéo)
- 1985 : Les stoppeuses ne portent pas de culottes / The Porno Race de Andrei Feher : Marilyn  (comme Marilyn Lamour)
- 1985 : Infirmières du plaisir de Michel Caputo
- 1985 : Olynka, grande prêtresse de l'amour de José Bénazéraf :  (comme Olynka)
- 1985 : Kärleksdrömmar de Andrei Feher : Marilyn
- 1985 : Mobilehome Girls de Michel Lemoine : Nadia (comme Olinka)
- 1986 : Miami Vice Girls de J. Angel Martine : Gretta (comme Ingrid Hermann, Vidéo)
- 1986 : Rosalie se découvre de Michel Lemoine : Rosalie (comme Olinka)
- 1986 : Le Retour de Marilyn de Michel Lemoine : Amour
- 1986 : La maison des milles et un plaisirs de Michel Lemoine : Claudine
- 1986 : L'été les petites culottes s'envolent de Michel Lemoine
- 1986 : Titty Committee (complilation)
- 1986 : Superstars and Superstuds (complilation vidéo)
- 1987 : Yiddish Erotica: Volume 1(complilation vidéo, comme Olinka)
- 1987 : Un desiderio bestiale d'Antonio D'Agostino
- 1987 : Tickle Time
- 1988 : La bottega del piacere d'Arduino Sacco
- 1989 : Only The Best From Europe (complilation vidéo)
- 1991 : Postcards from Abroad (complilation vidéo)
- Best Girls of Porno (complilation vidéo)
- Best of Marilyn (complilation vidéo)
- 2010 : Legends Deluxe Anthology (complilation vidéo)

### Non pornographique
- 1979 : Liés par le sang de Terence Young : une victime du meurtrier (scène supprimée)
- 1982 : Giovani, belle... probabilmente ricche / Adorables infidèles de Michele Massimo Tarantini : Caterina (comme Olinka Link)
- 1982 : La Venus des neiges de Michel Lemoine : Muriel / Lorna
- 1984 : La Femme en spirale de Jean-François Davy : Pascale Miller (comme Olinka Link)
- 1986 : I Love You de Marco Ferreri : La maîtresse (comme Olinka Link)
- 1987 : Tentazione de Sergio Bergonzelli : Ann  (comme Olinka Link)
- 1988 : Delirio di sangue de Sergio Bergonzelli : Corinne